# Писанец (скала)
Писанец (Писаный Камень) — скала в Уральских горах, в Артёмовском муниципальном округе Свердловской области России. Расположена на правом берегу реки Ирбит, напротив села Писанец. Геоморфологический, археологический и ботанический памятник природы, популярный объект туризма.

## Описание
Мощная известняковая скала высотой до 15 метров, в которой имеется несколько мелких пещер и гротов. На высоте около 3,5 метра сохранились следы красно-бурых рисунков или знаков, оставленные древним человеком. За 300 лет надписи на камне были обследованы и описаны учёными и путешественниками: в 1703 году — Ремезовым, в 1705 году — голландским учёным Витсеном, в 1711—1722 гг. — учёным Страленбергом, жившим в Тобольске, в 1774 году — Ф. Миллером, в 1876 году — будущим академиком А. П. Карпинским, в 1958 году — профессором В. Н. Чернецовым. Разгадать древние рисунки и надписи никому не удалось.